# カクラ級潜水艦
カクラ級潜水艦 (カクラきゅうせんすいかん、英語: Cakra-class submarine) はインドネシア海軍が運用する通常動力型潜水艦の艦級。ドイツのHDW社の209型潜水艦シリーズのひとつである。

## 来歴
インドネシア海軍は、まず1959年にポーランドから613型潜水艦（ウィスキー型）2隻を購入して、潜水艦の運用に着手した。その後も追加購入が進められ、最終的には予備部品用を含めて14隻を取得したが、設計の陳腐化に加えて、スハルト政権下でインドネシアが西側諸国への接近を図ったこともあって、1972年には最初に取得した2隻を除籍するなど、運用は縮小されていった。
その後、1977年4月2日に西ドイツの輸出用潜水艦の購入契約が締結された。この契約では、設計はインジェニエーアコント・リューベック（IKL）、建造はホヴァルツヴェルケ＝ドイツ造船（HDW）が担当し、フェロスタール社が販売代理店となっていた。これによって建造されたのが本級である。

## 設計
本級は209型潜水艦の設計を採用しており、排水量が1,300トン級であることから209/1300型と称される。
ソナーとしては、STN アトラス (STN Atlas) 社製のCSU-3-2 統合ソナー（AN 526パッシブ式および407 A9パッシブ式）とタレス社製のDUUX-2 脅威受信機を備えていた。また武器管制システムとしてはタレス社のSINBADSを搭載した。その後、2000年代中盤の近代化改装の際に、L-3社のLOPAS-8300ソナーに換装された。
艦首に533mm魚雷発射管8門を備え、兵装としてはSUT両用魚雷14発を搭載できた。

## 同型艦

### 一覧表
| 艦番号 | 艦名                  | 造船所 | 起工           | 進水          | 就役          | 状態                        |
| ------ | --------------------- | ------ | -------------- | ------------- | ------------- | --------------------------- |
| 401    | カクラ KRI Cakra      | HDW    | 1977年11月25日 | 1980年9月10日 | 1981年3月18日 | 就役中                      |
| 402    | ナンガラ KRI Nanggala | HDW    | 1978年3月14日  | 1980年9月10日 | 1981年7月6日  | 2021年4月21日、訓練中に沈没 |

### 運用史
就役から10年に満たない1980年代後半に早速大規模修理が行われ、「カクラ」は1987年、「ナンガラ」は1989年に工事を終えた。この修理が予想外に高価だったために本級の追加建造は実現せず、また当時計画されていたドイツ海軍中古の206型潜水艦の購入も撤回された。
その後、1993年から1997年にかけて、「カクラ」はインドネシアで近代化改装を行い、蓄電池を換装するとともに魚雷発射指揮装置も更新した。また「ナンガラ」も、1997年から1999年にかけて同様の改装を受けた。
また2000年代には、大韓民国の大宇造船海洋において、大規模な近代化改装が行われた。これは機関のオーバーホールと蓄電池の換装、更にソナーも更新するものであった。しかしこのように改装が重ねられたにもかかわらず、2015年の時点で、ジェーン海軍年鑑は「これらの艦の運用状態は疑問である」と記載していた。
2021年4月21日、インドネシア海軍は「ナンガラ」（53名乗組）がバリ海での魚雷実弾発射訓練で失敗の報告をした後に消息を絶ったと発表した。インドネシア政府は捜索班を出動させたと発表し、捜索にあたって近隣国のシンガポール政府およびオーストラリア政府に支援を要請した。4月24日、消息不明地点から約3.2km離れた海上で艦体の一部と思われる残骸が発見されたことから、音波探知機や磁気探知機で該当海域の捜索を行ったところ、翌25日、水深850mの海底で3つに分かれた艦体が発見された。乗員53人の死亡が確認された。